# Aucasaurus
Aucasaurus (лат., возможное русское название — ауказавр; буквально: ящер из Аука-Мауэво) — род динозавров, живший 83—71 млн лет назад (кампанский ярус позднего мелового периода) на территории нынешней провинции Неукен (Аргентина). Достигал длины 5 метров, высоты 2,5 метра и веса 500 кг. Впервые описали Родольфо Кориа, Луиза Чиаппе и Ловелла Кориа в 2002 году.

## Описание

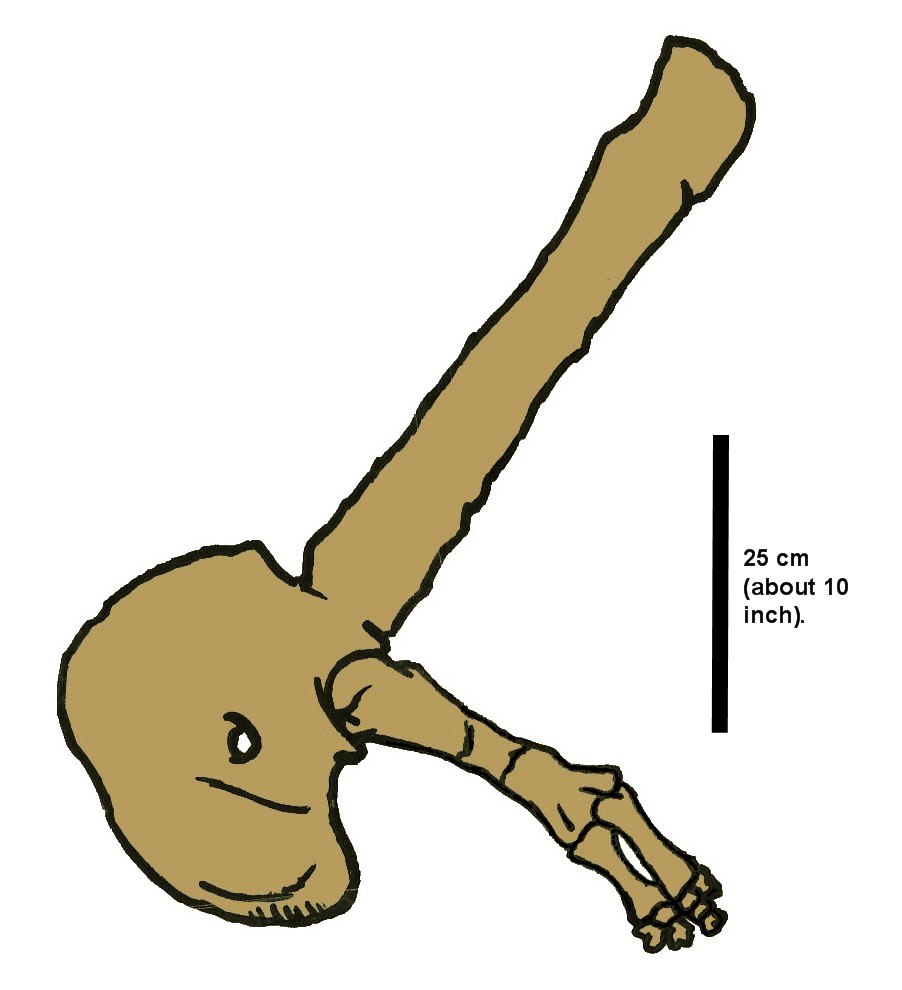
Рисунок передней конечности ауказавра

Ауказавр был похож на своего родственника карнотавра, но был на треть меньше. У карнотавра по бокам головы были рога, а у ауказавра только шишки, возможно, используемые как структуры для идентификации пола. Передние конечности, хоть и крохотные (всего 25 см в длину), были всё же не так малы как у карнотавра. Похоже, они состояли чуть ли не исключительно из плечевых костей: лучевая и локтевая кость по размерам не превышают костей 4 пальцев.

## История открытия
Почти полный скелет единственного вида ауказавра — Aucasaurus garridoi — был найден в озёрных отложениях Патагонии в 1999 году известным геологом и путешественником Альберто Гарридо. Это наиболее изученный скелет абелизаврида, он используется как основа для реконструкций нескольких других абелизаврид. Череп найденного скелета был повреждён: возможно, данная особь погибла в результате нападения другого животного.